# Попов Віктор Григорович
Попов Віктор Григорович — 10 липня 1954 в м. Руставі Грузинської РСР, український підприємець і політичний діяч.

## Освіта
- з 1971 по 1976 рік навчався у Тюменському інженерно-будівельному інституті, спеціальність: водопостачання та каналізація, кваліфікація: інженер-будівельник;[1]
- з 2003 по 2005 рік навчався у Київському університеті ринкових відносин, спеціальність: фінанси, кваліфікація: магістр з фінансів.

## Трудова діяльність
- з жовтня 1976 р. по квітень 1980 р. працював майстром БПМК-565 тресту «Каховсільснецмоптаж» (м.Нова Каховка, Херсонської обл.);
- з травня 1980 по жовтень 1980 р. — інженером виробничо-технічного відділу тресту а «Каховсільснецмонтаж» (м.Нова Каховка, Херсонської обл.);
- з вересня 1980 по жовтень 1980 р. — виконробом БПМК «Облміжколгоспбуду» (м.Херсон);
- з жовтня 1980 по червень 1981 р. — начальник виробничо-технічного відділу «Облміжколгоспбуду» (м.Херсон);
- з червня по липень 1981 р. працював начальником виробничо-технічного відділу «Головтюменьгеологія» (м.Сургут, Тюменської обл.);
- з липня 1981 р. по березень 1983 р. — старш інженером відділу управління капітального будівництва виробничого об'єднання «Ноябрьськнафтогаз» (м.Ноябрьськ, Тюменської обл.);
- з березня по жовтень 1983 р. працював секретарем комітету комсомолу виробничого об'єднання «Ноябрьськнафтогаз» (м.Ноябрьськ, Тюменської обл.);
- з жовтня 1983 по березень 1986 р. — головним інженером будівельно-монтажного управління НГВУ «Заполярнафта» виробничого об'єднання «Ноябрьськнафтогаз» (м.Ноябрьськ, Тюменської обл.);
- з березня 1986 по листопад 1987 р. — начальником будівельно-монтажного управління-3 будівельно-монтажного тресту виробничого об'єднання «Ноябрьськнафтогаз» (м.Ноябрьськ, Тюменської обл.);
- з листопада 1987 по вересень 1988 р. — заступником керуючого будівельно-монтажного тресту по виробництву виробничого об'єднання «Ноябрьськнафтогаз» (м.Ноябрьськ, Тюменської обл.);
- з вересня 1988 по грудень 1991 р. працював головою правління кооперативу «Моноліт» (м.Херсон);
- з грудня 1991 по липень 1996 р. — генеральним директором концерну «Содружество»; s липня 1996 року по теперішній час — президент ЗАТ «Багатогалузевий концерн «Содружество».

## Громадська робота
- З 1999 по 2001 р. — член Експертної ради підприємців при Президентові України;
- з 2003 по 2005 р. — радник Прем'єр-Міністра України на громадських засадах;
- з 2003 по 2005 р. — радник Першого заступника Міністра Кабінету Міністрів України на громадських засадах;
- з 2005 р. — радник Першого Віце-Прем'єр-Міпістра України на громадських засадах;
- з 2006 р. по теперішній час — позаштатний радник Секретаря Ради національної безпеки і оборони України;
- з 2008 р. по теперішній час — почесний консул Литовської Республіки в Херсонській та Миколаївській областях;
- з 2010 р. по теперішній час — позаштатний радник Міністра палива та енергетики України на громадських засадах;
- з травня 2010 р. — керівник регіонального представництва в Херсонській області Українського національного комітету Міжнародної торговельної палати (ICC Ukraine).

Член Партії регіонів[джерело?]. 

## Сім'я
- дружина — Попова Людмила Леонідівна, 1954 року народження;
- син — Попов Дмитро Вікторович, 1975 року народження,
- син — Попов Роман Вікторович, 1984 року народження.